# Kiviküla (Haapsalu)
Koordinaten: 58° 51′ N, 23° 31′ O
Kiviküla ist ein Dorf (estnisch küla) in der Stadtgemeinde Haapsalu (bis 2017: Landgemeinde Ridala) im Kreis Lääne in Estland.

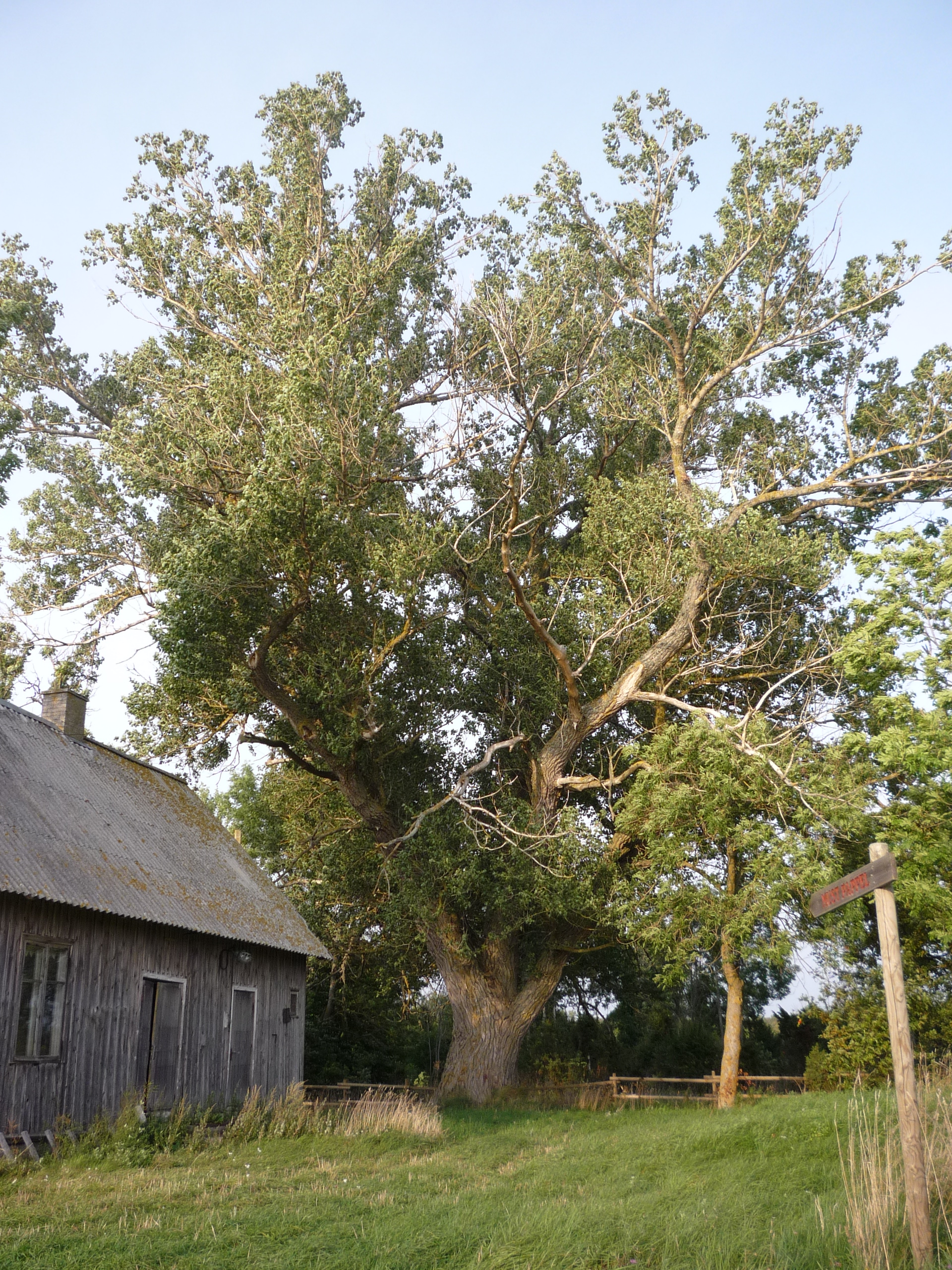
Schwarz-Pappel in Kiviküla

Der Ort hat fünfzehn Einwohner (Stand 31. Dezember 2011).

## Hafen
Südwestlich des Dorfkerns liegt der kleine Hafen Topu (Topu sadam) mit seinen beiden Kais an der gleichnamigen Ostsee-Bucht (Topu laht).